# Comunità montana dell'Ufita
La comunità montana dell'Ufita è situata nel settore Nord della provincia di Avellino, estendendosi lungo l'Appennino campano a cavallo della linea spartiacque, approssimativamente tra le valli dell'Ufita, del Cervaro e del Miscano.
L'ente ha sempre avuto sede in Ariano Irpino, sebbene fin dal 2009 tale comune non faccia più parte della comunità montana stessa.

## Storia
Costituitasi il 3 settembre 1974, la comunità montana dell'Ufita comprendeva inizialmente 19 comuni totalmente o parzialmente montani; tra di essi figurava anche Apice (in provincia di Benevento), passato poi alla comunità montana del Fortore dal 1998. Nel contempo i contigui comuni non montani di Gesualdo, Melito Irpino e Sturno venivano però aggregati, sia pur temporaneamente, alla comunità montana dell'Ufita, il cui numero totale di comuni saliva così a 21.
In seguito, la legge regionale n° 20 dell'11 dicembre 2008 stabiliva invece requisiti assai stringenti, tanto che la comunità montana dell'Ufita subiva la perdita, oltre che dei tre comuni non montani già citati, anche di Ariano Irpino. Infatti tale comune, pur avendo una conformazione territoriale totalmente montuosa, non ne fa più parte dal 1º gennaio 2009 poiché la sua popolazione supera il tetto massimo dei 20 000 abitanti fissato dalla Regione. A partire dal 2009 il numero di comuni facenti parte dell'ente scendeva perciò a 17.
A seguito di tali decisioni, come si nota dalla mappa, il territorio dell'ente non è più contiguo, bensì frammentato in tre parti separate proprio dall'area di Ariano Irpino.

## Luoghi d'interesse
Il territorio della comunità montana può suddividersi in quattro macroaree che si caratterizzano per aspetti differenti:
- a sud-est la Baronia di Vico, l'attuale Trevico, il comune più elevato (1094 m s.l.m.) della regione Campania; tale area costituì una roccaforte sannitica come attestano i reperti rinvenuti nell'area archeologica di Carife. Numerosi i prodotti tipici locali, tra i quali spiccano le castagne di Trevico, le patate della Baronia e il prosciutto di Trevico;
- a nord-est la valle del Cervaro, laddove in epoca normanna si tennero le Assise di Ariano. Nei dintorni è possibile ammirare Zungoli e Savignano Irpino, due fra i borghi più belli d'Italia, nonché Greci, sede dell'unica minoranza linguistica della regione. Assai ricca di pascoli, la valle vanta un'ampia produzione casearia fra cui spicca il caciocchiato che si fregia del marchio PAT;
- a nord-ovest la valle del Miscano, di grande rilievo storico, archeologico e paesaggistico: vi sorge infatti il più antico sito neolitico della regione, vi si rinvengono i resti del tempio italico di Casalbore e i tracciati della via Traiana e del tratturo Pescasseroli-Candela; vi si ammirano inoltre le Bolle della Malvizza, i più estesi vulcanetti di fango dell'Appennino meridionale. Le vaste colture cerealicole sono alla base del principale prodotto tipico locale, il pane di Montecalvo, che pure si fregia del marchio PAT;
- a sud-ovest la valle dell'Ufita propriamente detta, area di antica tradizione artigianale e ceramica nonché ricca di terre fertili e oliveti; questi ultimi, fra i quali predomina la tipica cultivar Ravece, sono alla base della produzione dell'olio extravergine d'oliva Irpinia - Colline dell'Ufita tutelato con marchio DOP.